# Городищенский район (Волгоградская область)
Городи́щенский райо́н — административно-территориальная единица (район) и одноимённое муниципальное образование (муниципальный район) в Волгоградской области России.
Находится в центральной части региона.
Административный центр — рабочий поселок Городище.

## География
Географическое положение
Городищенский район расположен в центральной части Волгоградской области, в междуречье Волги и Дона на Приволжской возвышенности. Район граничит с пригородной зоной Волгограда.
Общая площадь района составляет 2 450 км² (2,17 % территории области).
На северо-западе район граничит с Иловлинским районом, на северо-востоке — с Дубовским районом, на востоке — с городским округом город Волжский, на юго-востоке — с городским округом город Волгоград, на юго-западе — с Калачёвским районом.
Границы Городищенского района установлены Законом Волгоградской области от 14 мая 2005 года «Об установлении границ и наделении статусом Городищенского района и муниципальных образований в его составе» № 1058-ОД.
Полезные ископаемые
На территории района следующие полезные ископаемые:
- известняк
- природный песок:[9]
  - формовочный, Ерзовское месторождение
  - для абразивов, единственное в области месторождение — «Орловское—1»; разведанные запасы составляют около 10 млн. тонн
- глины
- бишофит
- сырьё для производства керамзита и керамического кирпича

### Климат
Климат резко континентальный, засушливый.

### Гидрография
На территории района действует крупная обводнительно—оросительная система.

### Почвы
Преобладают светло каштановые почвы.

## Флора и фауна
Вблизи рабочего поселка Городище расположена территория, представляющая особую ценность для сохранения объектов животного и растительного мира, занесённых в Красную книгу Волгоградской области — Зелёное кольцо Волгограда. На естественных лугах и пастбищах много лекарственных трав.

## История

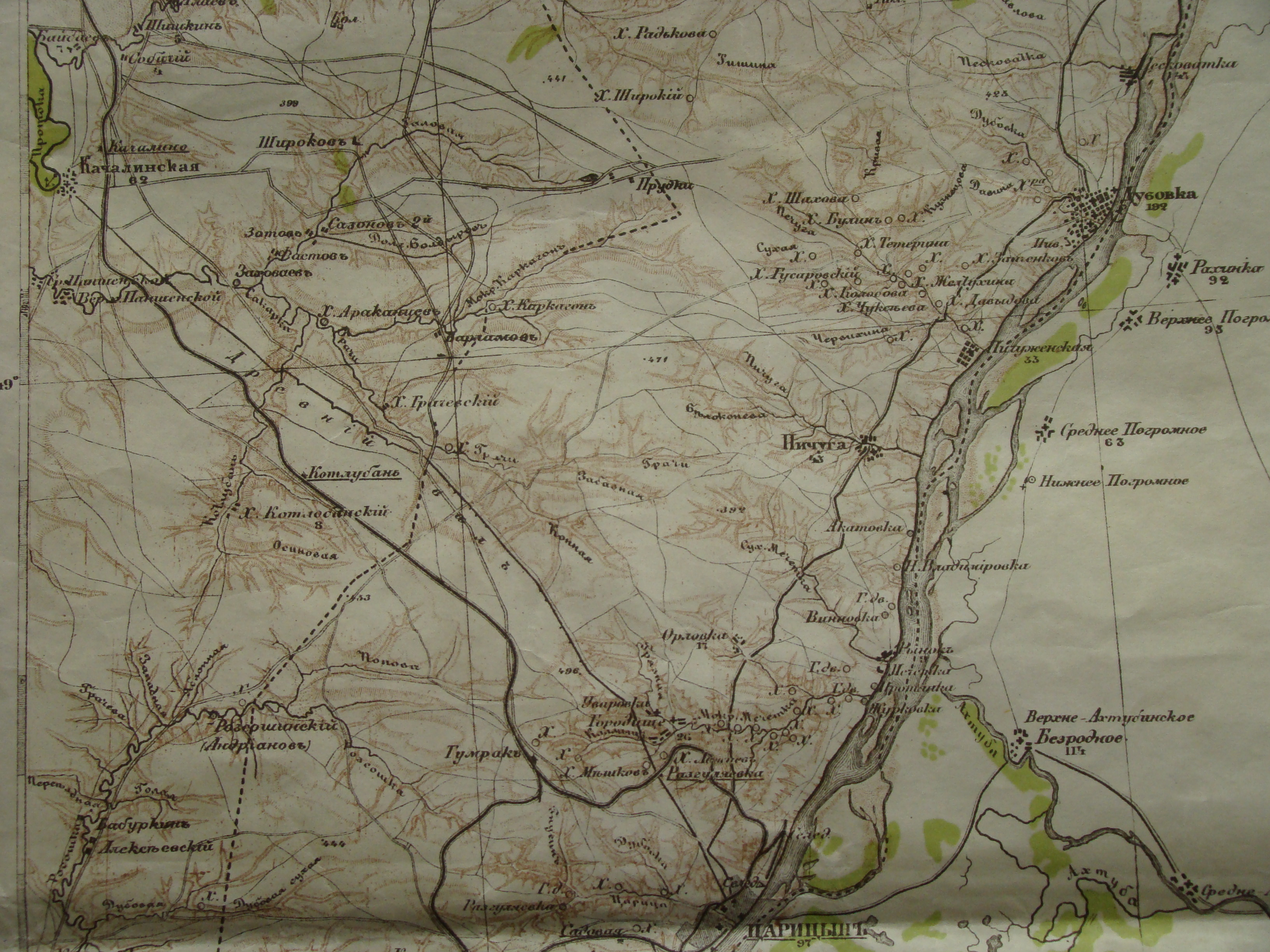
Территория будущего Городищенского района в 1874 году

Существует предание, согласно которому на территории современного Городищенского района, в районе реки Мокрая Мечетка располагалась застава, учреждённая ханом Мамаем для охраны от внезапного нападения столицы Золотой Орды, Сарай-Берке. У этой теории есть и противники.
C к конца XVI века начинается массовая колонизация этой территории.
По приказу Петра I к 1718 году на современной территории района была воздвигнута Царицынская сторожевая линия. Она предназначалась для защиты южных рубежей страны от набегов татар и имела длину более 65 километров — от Царицына до Паньшино. На линии было 23 форпоста и 4 небольших крепости: Мечетинская, Грачевская, Колдыбинская и Сакарская.
Большинство современных сел появилось в первой половине XIX века: Ерзовка, Орловка, Алексеевка, Дмитриевка и т. д.
Район впервые образован 3 мая 1935 года как Песчанский район с районным центром в селе Песчанка при разукрупнении Сталинградского района в составе Сталинградского края. Район объединял 18 сельских Советов. С 1936 года — в Сталинградской области. 25 марта 1938 года в связи с переносом районного центра в посёлок Городище переименован в Городищенский район. В 1963 году район был упразднён.
Городищенский район вновь образован 23 марта 1977 года.
14 мая 2005 года в соответствии с Законом Волгоградской области № 1058-ОД район наделён статусом муниципального района. В его составе образованы 19 муниципальных образований: 3 городских и 16 сельских поселений.

## Население

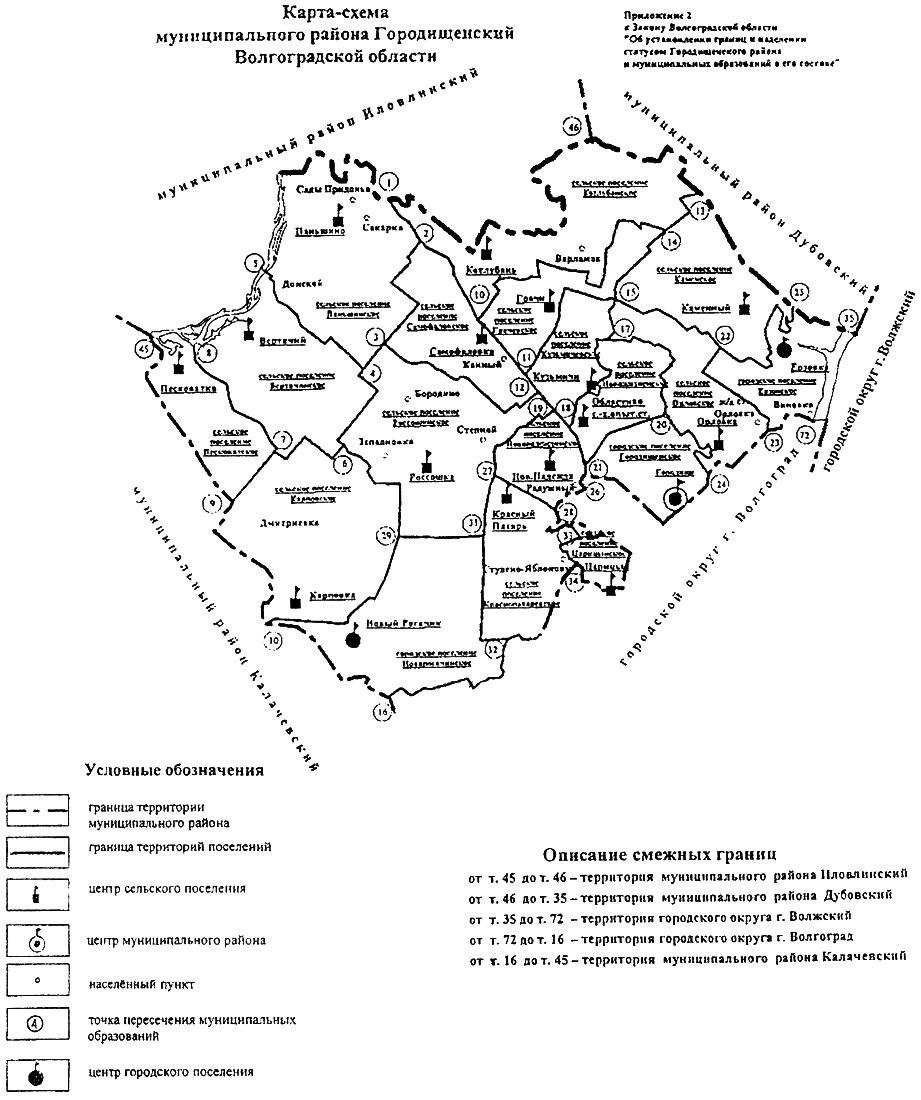
Территориальное устройство Городищенского муниципального района

| 1939    | 1959    | 1979    | 1989    | 2002    | 2005    | 2006    | 2007    | 2009    |
| ------- | ------- | ------- | ------- | ------- | ------- | ------- | ------- | ------- |
| 27 047  | ↗29 813 | ↗37 111 | ↗45 982 | ↗57 308 | ↗58 947 | ↗59 794 | ↗60 523 | ↗61 157 |
| 2010    | 2011    | 2012    | 2013    | 2014    | 2015    | 2016    | 2017    | 2018    |
| ↘60 188 | ↗60 319 | ↗60 549 | ↘60 376 | ↘60 240 | ↘59 928 | ↗60 031 | ↗60 245 | ↗61 097 |
| 2019    | 2020    | 2021    |         |         |         |         |         |         |
| ↗61 246 | ↗61 993 | ↘60 125 |         |         |         |         |         |         |

### Урбанизация
В городских условиях (рабочие посёлки Городище, Ерзовка и Новый Рогачик) проживают 58.75 % населения района.

### Национальный состав
По итогам переписи населения 2020 года проживали следующие национальности (национальности менее 0,1 % и другое см. в сноске к строке «Другие»):
| Национальность | Численность, чел. | Доля     |
| -------------- | ----------------- | -------- |
| Русские        | 52 133            | 86,71 %  |
| Армяне         | 1269              | 2,11 %   |
| Таджики        | 938               | 1,56 %   |
| Азербайджанцы  | 543               | 0,90 %   |
| Узбеки         | 359               | 0,60 %   |
| Казахи         | 319               | 0,53 %   |
| Украинцы       | 290               | 0,48 %   |
| Татары         | 204               | 0,34 %   |
| Китайцы        | 189               | 0,31 %   |
| Грузины        | 123               | 0,20 %   |
| Корейцы        | 99                | 0,16 %   |
| Чуваши         | 97                | 0,16 %   |
| Немцы          | 88                | 0,15 %   |
| Другие         | 3474              | 5,79 %   |
| Итого          | 60 125            | 100,00 % |

## Муниципально-территориальное устройство
В Городищенском муниципальном районе выделяются 18 муниципальных образований, в том числе 3 городских поселения и 15 сельских поселений:
| №  | Муниципальное образование            | Административный центр               | Количество населённых пунктов | Население (чел.) | Площадь (км²) |
| -- | ------------------------------------ | ------------------------------------ | ----------------------------- | ---------------- | ------------- |
| 1  | Городищенское городское поселение    | рабочий посёлок Городище             | 1                             | ↗22 939          | 67.51         |
| 2  | Ерзовское городское поселение        | рабочий посёлок Ерзовка              | 2                             | ↗6477            | 81.35         |
| 3  | Новорогачинское городское поселение  | рабочий посёлок Новый Рогачик        | 1                             | ↘6383            | 189.75        |
| 4  | Вертячинское сельское поселение      | хутор Вертячий                       | 1                             | ↘1203            | 157.85        |
| 5  | Грачёвское сельское поселение        | хутор Грачи                          | 1                             | →987             | 80.62         |
| 6  | Каменское сельское поселение         | посёлок Каменный                     | 1                             | ↘1272            | 134.11        |
| 7  | Карповское сельское поселение        | село Карповка                        | 2                             | ↘1560            | 215.28        |
| 8  | Котлубанское сельское поселение      | посёлок Котлубань                    | 2                             | ↘2420            | 181.03        |
| 9  | Краснопахаревское сельское поселение | хутор Красный Пахарь                 | 2                             | ↗830             | 142.01        |
| 10 | Кузьмичёвское сельское поселение     | посёлок Кузьмичи                     | 1                             | ↘2253            | 64.14         |
| 11 | Новожизненское сельское поселение    | посёлок Областной сх опытной станции | 1                             | ↘1893            | 71.09         |
| 12 | Новонадеждинское сельское поселение  | хутор Новая Надежда                  | 1                             | ↗1746            | 60.07         |
| 13 | Орловское сельское поселение         | село Орловка                         | 2                             | ↗1727            | 99.81         |
| 14 | Паньшинское сельское поселение       | хутор Паньшино                       | 4                             | ↘2053            | 217.39        |
| 15 | Песковатское сельское поселение      | хутор Песковатка                     | 1                             | ↘900             | 83.34         |
| 16 | Россошенское сельское поселение      | посёлок Степной                      | 4                             | ↘2707            | 206.14        |
| 17 | Самофаловское сельское поселение     | посёлок Самофаловка                  | 2                             | ↗1875            | 105.67        |
| 18 | Царицынское сельское поселение       | посёлок Царицын                      | 1                             | ↗1808            | 23.77         |

## Населённые пункты
В Городищенский район входят 30 населённых пунктов.
| №  | Населённый пункт                               | Тип             | Население | Муниципальное образование            |
| -- | ---------------------------------------------- | --------------- | --------- | ------------------------------------ |
| 1  | Бородино                                       | хутор           | 73        | Россошенское сельское поселение      |
| 2  | Варламов                                       | хутор           | 622       | Котлубанское сельское поселение      |
| 3  | Вертячий                                       | хутор           | ↘1203     | Вертячинское сельское поселение      |
| 4  | Виновка                                        | село            | ↗172      | Ерзовское городское поселение        |
| 5  | Городище                                       | рабочий посёлок | ↗22 939   | Городищенское городское поселение    |
| 6  | Грачи                                          | хутор           | →987      | Грачёвское сельское поселение        |
| 7  | Дмитриевка                                     | хутор           | 109       | Карповское сельское поселение        |
| 8  | Донской                                        | хутор           | 137       | Паньшинское сельское поселение       |
| 9  | Ерзовка                                        | рабочий посёлок | ↘6305     | Ерзовское городское поселение        |
| 10 | Западновка                                     | посёлок         | 217       | Россошенское сельское поселение      |
| 11 | Каменный                                       | посёлок         | ↘1243     | Каменское сельское поселение         |
| 12 | Карповка                                       | село            | ↗1591     | Карповское сельское поселение        |
| 13 | Конный                                         | ж.д. разъезд    | 16        | Самофаловское сельское поселение     |
| 14 | Котлубань                                      | посёлок         | 2103      | Котлубанское сельское поселение      |
| 15 | Красный Пахарь                                 | хутор           | 553       | Краснопахаревское сельское поселение |
| 16 | Кузьмичи                                       | посёлок         | ↘2253     | Кузьмичёвское сельское поселение     |
| 17 | Новая Надежда                                  | посёлок         | ↗1746     | Новонадеждинское сельское поселение  |
| 18 | Новый Рогачик                                  | рабочий посёлок | ↘6082     | Новорогачинское городское поселение  |
| 19 | Областной сельскохозяйственной опытной станции | посёлок         | ↘1893     | Новожизненское сельское поселение    |
| 20 | Орловка                                        | село            | 1534      | Орловское сельское поселение         |
| 21 | Орловка                                        | ж.д. станция    | 102       | Орловское сельское поселение         |
| 22 | Паньшино                                       | хутор           | ↘1054     | Паньшинское сельское поселение       |
| 23 | Песковатка                                     | хутор           | ↘900      | Песковатское сельское поселение      |
| 24 | Россошка                                       | село            | 319       | Россошенское сельское поселение      |
| 25 | Сады Придонья                                  | посёлок         | 691       | Паньшинское сельское поселение       |
| 26 | Сакарка                                        | хутор           | 235       | Паньшинское сельское поселение       |
| 27 | Самофаловка                                    | посёлок         | 1877      | Самофаловское сельское поселение     |
| 28 | Степной                                        | посёлок         | 2273      | Россошенское сельское поселение      |
| 29 | Студено-Яблоновка                              | село            | 258       | Краснопахаревское сельское поселение |
| 30 | Царицын                                        | посёлок         | ↗1808     | Царицынское сельское поселение       |

### Упразднённые населённые пункты
Ранее существовал населённый пункт Акатовка.

## Местное самоуправление
Председатели районной Думы
- Мамонтов Сергей Александрович, глава района[38]
- с 2016 года — Щербаков Петр Павлович, и. о. главы района[38]
- с 2016 года — Тулупов Александр Анатольевич

Администрация района
Адрес администрации: 403003, Волгоградская область, Городищенский район, р. п. Городище, пл. 40 лет Сталинградской битвы, 1.
Главы администрации района
- Долидзе Юрий Борисович
- с 2015 года — Тарасов Александр Николаевич[38]
- и. о. с 2016 года — Чумаков Сергей Павлович[38]
- с 2016 года — Кривов Эдуард Михайлович, глава района
- с 2020 года — Кагитин Андрей Викторович, глава района

## Экономика
Трудовые ресурсы
В агропромышленном комплексе занято около 50 % от общей численности занятых в экономике.
Сельское хозяйство
В структуре сельского хозяйства более 40 % приходится на продукцию растениеводства, 59 % — на животноводство.
Площадь сельскохозяйственных угодий составляет 204,8 тыс. гектаров (что составляет 83,6 % от общей площади района). Из них 145,5 тысяч гектаров (71 % от сельхоз угодий или 59,4 % от территории района) занимает пашня.
Городищенский район из-за своего близкого к Волгограду положения является крупным производителем овощей (55 % от областного производства овощей, 36 % картофеля), яиц (27 %), фруктов, мяса (18 %), молочной (13 % молока), другой сельскохозяйственной продукции; по производству этой сельскохозяйственной продукции район входит в первую пятерку районов области.
В районе выращивают следующие сельскохозяйственные культуры:
- пшеница,
- рожь,
- овёс,
- гречиха,
- просо,
- кукуруза,
- подсолнечник.

Отрасли животноводства:
- скотоводство,
- свиноводство,
- птицеводство.

Производители сельскохозяйственной продукции:
- 21 сельскохозяйственное предприятие,
- 647 крестьянско-фермерских хозяйств,
- 7,9 тыс. личных подсобных хозяйств,
- 77 тыс. садоводческих участков.

Всего в районе ежегодно собирается овощей около 54 тыс. тонн, плодов — до 16 тыс. тонн.
Промышленность
В 2003 году объёмы промышленного производства в районе увеличились по сравнению с предыдущим годом в 2,5 раза и составили более 348 млн. рублей.
В районе действуют 3 крупных предприятия:
- хлебопекарное,
- мукомольно-крупяное,
- плодоовощной промышленности[7].

Среди ведущих сельскохозяйственных производителей можно выделить ОАО «Национальная продовольственная группа „Придонье“» — по итогам 2003—2005 годов предприятие заняло 232 место в Клубе «Агро-300».
Торговля
В Городище работает МУП «Городищенский муниципальный рынок» на 110 рабочих мест. В поселке Городище есть магазины больших торговых сетей, таких как: «Магнит» (4 магазина), «Магнит-косметик», «Стандарт», «Покупочка», «FIX PRICE» .

## Транспорт
Автомобильные дороги
В районе протяженность автомобильных дорог составляет 657 км. Из них с твёрдым покрытием — 347 км (около 53 %). Все населённые пункты соединены дорогами с твердым покрытием.
Железные дороги
Общая железных дорог составляет 100 км.

## Жилищно-коммунальное хозяйство
Жилищный фонд района составляет 1 182 тыс. м².
Благоустроенность жилищного фонда района:
- водопровод — 32 %
- канализация — 62 %
- центральное отопление — 84 %
- горячее водоснабжение — 59 %
- газ — 83 %

## Здравоохранение
Учреждения здравоохранения:
- 24 больничных учреждения:
  - Центральная Районная Больница Архивная копия от 19 октября 2017 на Wayback Machine
  - Взрослая поликлиника
  - Женская консультация
  - Педиатрическое отделение поликлиники
  - Диагностическое отделение поликлиники
  - 3 Участковых больницы
  - 2 Врачебные амбулатории
  - 14 фельдшерско—акушерских пункта
  - 1 офис врача общей практики
- Центр социальной помощи семье и детям
- Городищенский реабилитационный центр для несовершеннолетних

## Образование
Учреждения образования:
- 24 школы
- 3 детские школы искусств
- Центр детского творчества
- 2 спортивная школа
- школа искусств

## Культура
Учреждения культуры:
- 22 клубных учреждения
- историко-краеведческий музей
  - 1 филиал в Песковатском сельском поселении
- 20 библиотек
- Социальный молодёжный комплекс «Меридиан»

## Достопримечательности

Россошки

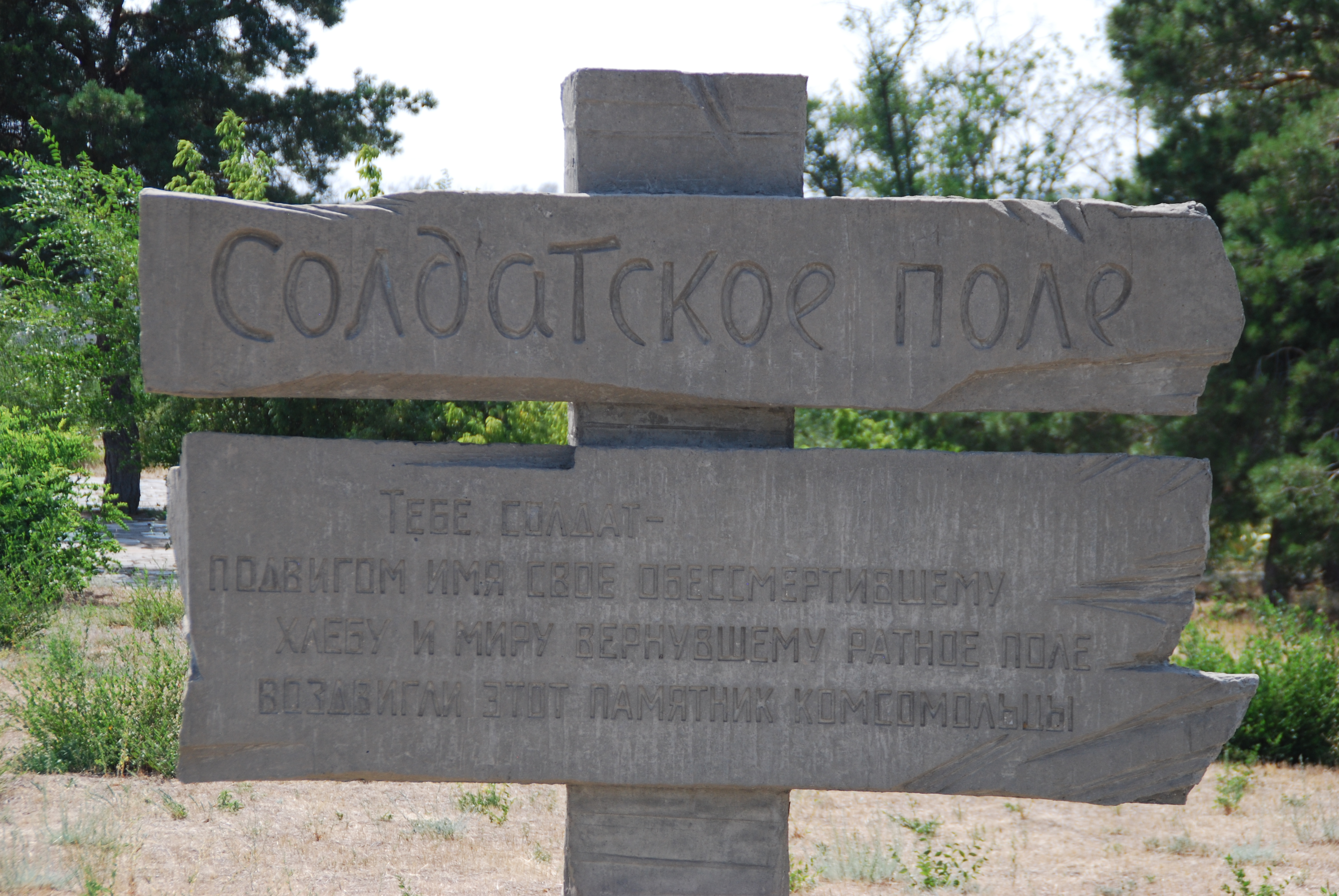
Солдатское поле

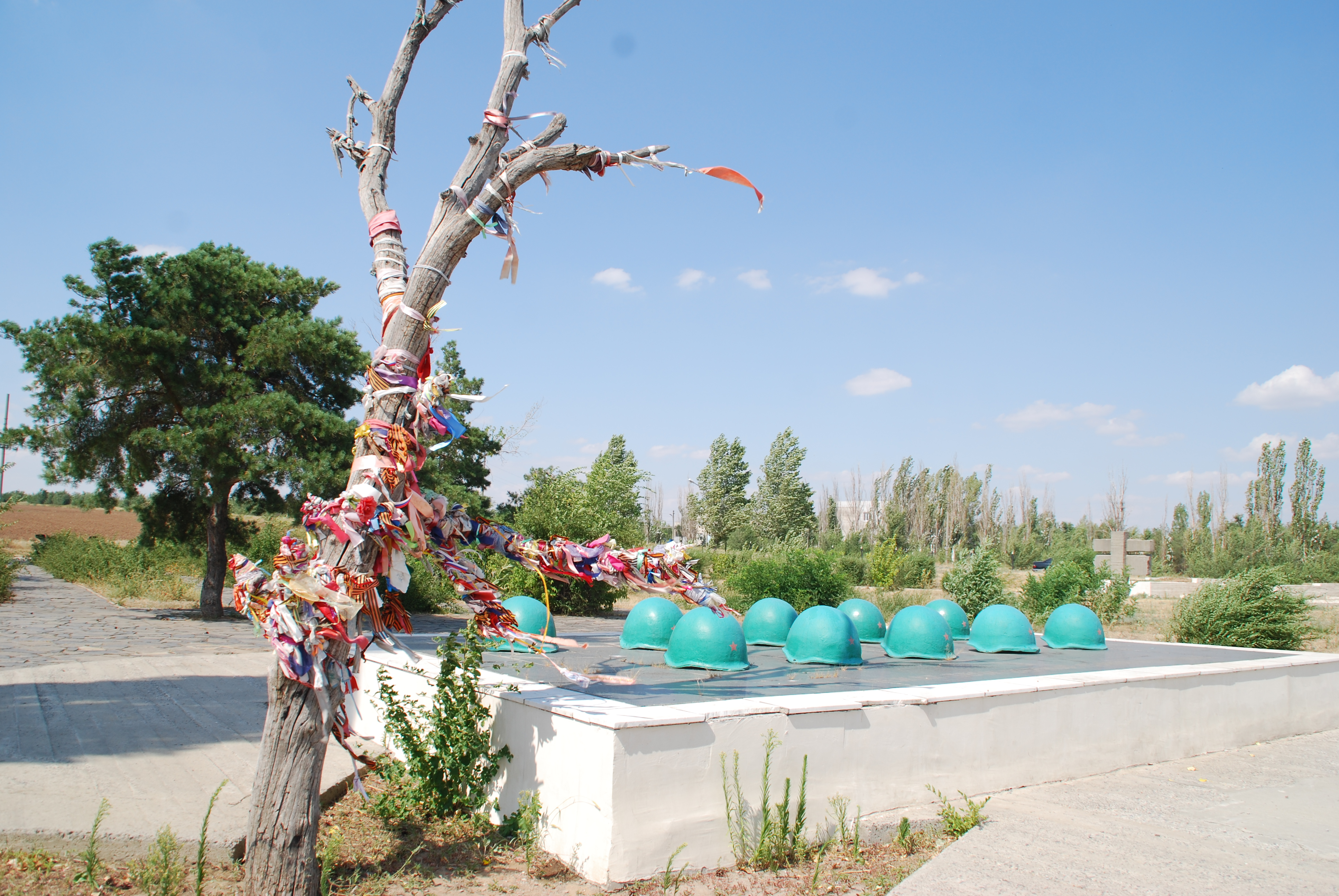
Солдатское поле

На территории Городищенского района во время Сталинградской битвы проходили ожесточённые бои. Поэтому в районе имеются памятники, посвящённые этому периоду:
- Мемориальный комплекс «Солдатское поле» (братская могила воинов 62-й армии) в р.п. Городище
- Военно-мемориальное кладбище советских воинов у с. Россошки.

Памятник пяти танкистам

- Монумент над могилой пяти героев Советского Союза-танкистов тяжёлого танка КВ около поселка Новая Надежда (единственный памятник федерального значения на территории района):
  - командир танка лейтенант А. Ф. Наумов
  - командир орудия сержант П. М. Норицын
  - заряжающий орудия сержант Ф. Г. Ганус
  - механик-водитель старшина П. М. Смирнов
  - радист младший сержант Н. А. Вялых

Великие подвиги ваши бессмертны. Слава о вас переживёт века.

## Спорт
- ФК «Звезда»

Спортивные учреждения:
- 2 детские спортивные школы
- 24 спортивных залов
- физкультурно-оздоровительный комплекс
- Центр по физической культуре, спорту и туризму